# Championnat de Tunisie de football
Cet article traite uniquement du championnat masculin. Pour le championnat féminin, voir Championnat de Tunisie féminin de football
Le championnat de Tunisie de football, dénommée Ligue 1 Professionnelle (ou Ligue 1 Pro), LP1 et championnat national tunisien entre 1956 et 1994, est le championnat de football de première division organisé par la Fédération tunisienne de football en Tunisie. La première édition a lieu sous le protectorat français de Tunisie sous les auspices de l'Union des sociétés françaises de sports athlétiques ; elle est jouée dans un système à élimination directe, et le premier match officiel dans l'histoire du tournoi est joué le 9 juin 1907.
À cette époque, des équipes tunisiennes dominées par les Français y participent, dont le Racing Club de Tunis, le Sporting Club de Tunis, l'Italia de Tunis, la Savoia de La Goulette, l'Union sportive tunisienne, le Stade gaulois et bien d'autres. En 1921, la Ligue de Tunisie de Football Association, branche tunisienne de la Fédération française de football, est créée et reste active jusqu'à la déclaration d'indépendance de la Tunisie en 1956.
Le 29 mars 1957, la Fédération tunisienne de football est fondée. Le championnat tunisien est professionnel à partir de 1994, après la fondation de la Ligue nationale de football professionnel, ce qui en fait le premier championnat professionnel en Afrique et dans le monde arabe. L'Espérance sportive de Tunis est le plus titrée avec 34 titres, dont le dernier obtenu au terme de la saison 2024-2025.
Le championnat de Tunisie occupe la première place dans les pays arabes et africains et la quinzième dans le monde, selon le classement de la International Federation of Football History & Statistics de la FIFA pour l'année 2019.

## Histoire

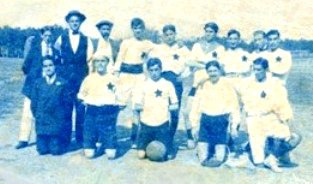
Racing Club de Tunis, premier club de football créé en 1904.

Le football a vu le jour en Tunisie en 1904 avec la création officieuse du Racing Club de Tunis, officialisé en 1905 mais qui devait attendre la création d'autres clubs à Tunis et à Bizerte pour participer à une compétition officielle. Puis le gouvernement est obligé, devant l'essor considérable du sport en plein air, de s'en occuper activement. Il distribue quelques subventions, bien maigres cependant. Un comité de l'Union des sociétés françaises de sports athlétiques, responsable de la gestion de tous les sports en Tunisie, est alors créé.
En 1910, un championnat de première série est organisé avec la participation du Racing Club, du Sporting Club de Tunis, du lycée Carnot de Tunis, de l'École coloniale d'agriculture, du Football Club de Tunis et du Red Star tunisois, et une deuxième série composée des secondes équipes du Racing, du Sporting et du Gallia Club. Le titre national est attribué à l'issue d'une finale entre le Racing et le Stade maritime de Bizerte (champion des escadres de la Méditerranée) sur le score de 2-0.

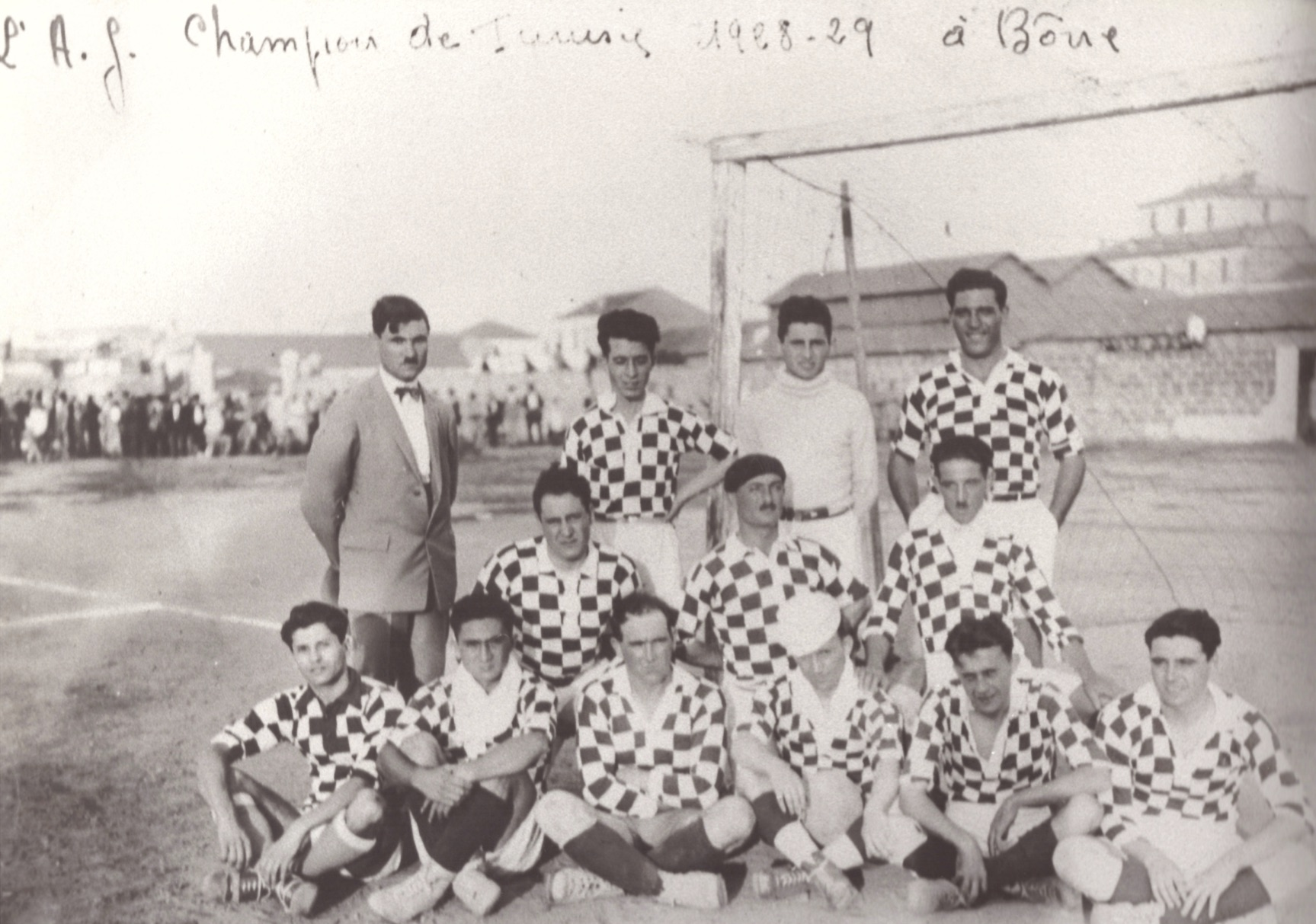
Avant-garde de Tunis, champion de la saison 1928-1929.

Mais de nombreuses équipes, souvent éphémères, disputent des matchs amicaux, à l'instar du Radès Club, de l'Amical Club, du Tunis Sport, de l'Ariana Club, du Stade tunisien, de l'Étoile sportive de Tunis, du Collège Sadiki, etc. Il y a alors très peu de joueurs tunisiens dont Hamadi Ben Dif (gardien du Racing), alors que la seconde équipe du lycée Carnot comprend des joueurs aux noms tunisiens : Bouzid, Abdelwahab, Zaouchi, Djilani Romdhan, Fredj, H. Zaouch, Ahmed Sakka et Mustapha Romdhan.
Mais, fait insolite, La Dépêche tunisienne publie le 12 juin 1910 la liste des joueurs de l'équipe du Khereddine Club, appelés à jouer contre l'Ariana Club et qui sont tous Tunisiens : Abderrahman (capitaine), Babbou, Aichi, Jaouez, Ben Smaïl, Djaziri, Hammouda, Mohamed, Bechak, Tebourbi et Aguiri. C'est la première équipe intégralement tunisienne mais dont on n'a plus entendu parler par la suite et qui précède l'équipe du Comète Club, créé en 1914 mais qui ne survit pas à la Première Guerre mondiale.

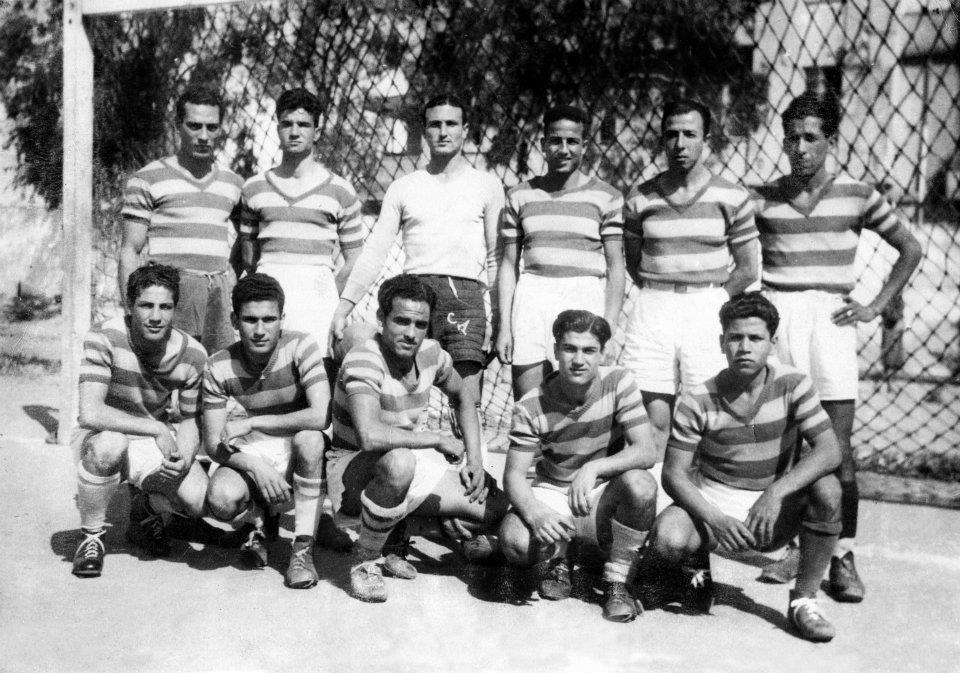
Club africain, champion de la saison 1946-1947.

Le Racing Club remporte le championnat en 1910, 1911 et 1914, puis en 1920 et 1921, alors que le Sporting de Ferryville est couronné en 1912 et 1913. Le championnat devient officiel avec la création de la LTF en 1921 et son affiliation à la Fédération française de football. Jusqu'en 1939, le titre de champion est attribué à l'issue de barrages entre les champions régionaux. Les grands clubs actuels sont créés durant cette période : Espérance sportive de Tunis (1919), Club africain et Sfax railway sport (1920), Étoile sportive du Sahel (1925), Club athlétique bizertin et Club sportif sfaxien (1928).
À partir de 1946-1947, un championnat d'« excellence » (division nationale) est créé et se dispute au niveau national. En 1944-1945, 1945-1946 et 1952-1953, le championnat n'est pas disputé et remplacé par un critérium (sorte de tournoi en poules où la participation n'est pas obligatoire). Ces années voient la création du Stade tunisien (1948).
43 clubs se sont affiliés à la Ligue de Tunisie de football lors de sa création et sont répartis comme suit :
- Division I :
  - Association sportive de l'École coloniale d'agriculture
  - Avant-garde de Tunis
  - Lutins de Tunis
  - Melita Sports
  - Racing Club de Tunis
  - Sporting Club de Tunis
  - Union sportive tunisienne
  - Stade gaulois
- Promotion I :
  - Amical Club de Tunis
  - Club athlétique de Tunis
  - Club athlétique des sports généraux
  - Club sportif des cheminots
  - Espérance sportive
  - Jeune France de Tunis
  - Jeunesse sportive de Tunis
  - Union goulettoise
- Division II :
  - Club africain
  - Jeanne d'Arc de Tunis
  - Gauloise de Tunis
  - La Radésienne
  - Red Star Club de l'Ariana
  - Svic Club de Tunis
- Promotion II :
  - Africa Sports de Tunis
  - Arago Club de Tunis
  - Club sportif du Belvédère
  - Gallia Club
  - Orientale de Tunis
  - Alliance sportive
  - Kram olympique
  - Medjerdah de Medjez el-Bab
  - Tunis Sport
  - Union sportive béjaoise
- District Centre et Sud :
  - Sfax olympique
  - France de Sfax
  - Éclaireurs de France de Sfax
  - Union sportive soussienne
  - Métlaoui Sports
- District Nord :
  - Club olympique de Bizerte
  - Bijouville Club de Bizerte
  - Stade ferryvillois
  - Sporting Club de Ferryville
  - Club sportif du travail de Ferryville
  - Stade mateurois

## Structure du championnat
La première division est composée de quatorze clubs sélectionnés à la fin de chaque saison. Le club champion et le vice-champion sont qualifiés pour la Ligue des champions de la CAF, et le troisième se qualifie automatiquement pour la coupe de la confédération avec le vainqueur de la coupe de Tunisie, tandis que la Fédération tunisienne de football choisit ceux qui se qualifient pour la coupe arabe des clubs champions.
| Période   | Nombre des clubs | Format       |
| --------- | ---------------- | ------------ |
| 1955-1957 | 12               | Un groupe    |
| 1957-1958 | 15               | Un groupe    |
| 1958-1959 | 13               | Un groupe    |
| 1959-1960 | 13               | Un groupe    |
| 1960-1968 | 12               | Un groupe    |
| 1968-1970 | 14               | Un groupe    |
| 1970-1971 | 13               | Un groupe    |
| 1971-1998 | 14               | Un groupe    |
| 1998-1999 | 16               | Deux groupes |
| 1999-2004 | 12               | Un groupe    |
| 2004-2011 | 14               | Un groupe    |
| 2012-2013 | 16               | Deux groupes |
| 2013-2016 | 16               | Un groupe    |
| 2016-2017 | 16               | Deux groupes |
| 2017-2021 | 14               | Un groupe    |
| 2021-2023 | 16               | Deux groupes |
| 2023-2024 | 14               | Deux groupes |
| 2024-     | 16               | Un groupe    |

 La plupart des équipes de la saison
 Le moins d'équipes en une saison

## Droits TV

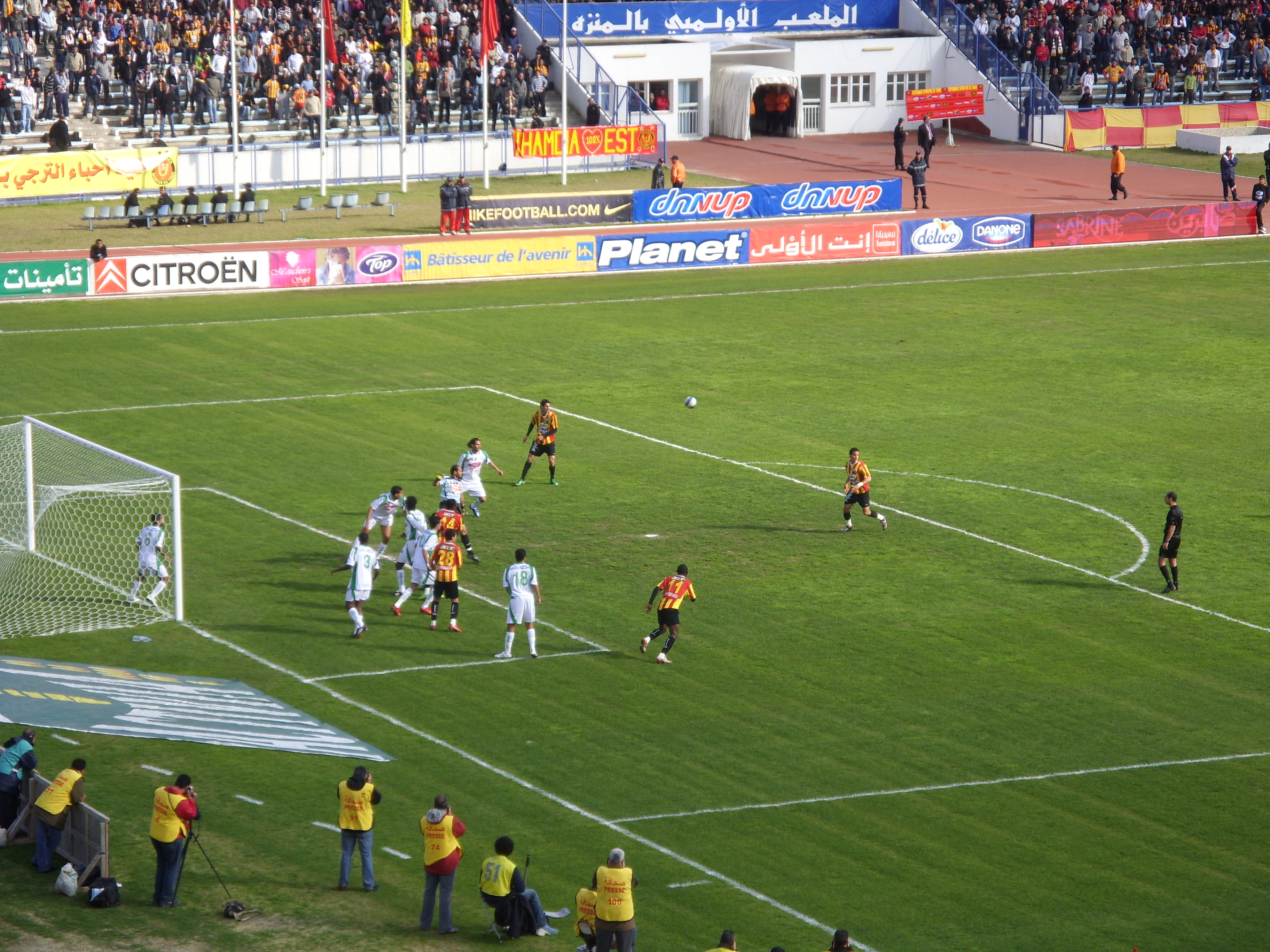
Match de football entre l'Espérance sportive de Tunis et le Club sportif de Hammam Lif lors de la saison 2008-2009 au stade olympique d'El Menzah.

Le 31 juillet 2015, la Fédération tunisienne de football annonce la vente des droits TV du championnat à la société B4 Production pour trois saisons, à partir de la saison 2015-2016. Cette dernière obtient l'exclusivité de ces droits concernant les pays du Golfe et du Maghreb, tout en maintenant les droits de la chaîne Al-Kass Sports pour la saison 2015-2016 et sans remettre en question les droits des chaînes Al Wataniya et Hannibal TV de diffuser également les rencontres du championnat et de la coupe de Tunisie.
La fédération n'indique pas dans son communiqué le montant de la transaction, précisant que la société B4 Production avait présenté la meilleure offre financière.
La fédération et la télévision nationale scellent le 6 octobre 2016 un accord portant sur les droits de télévision pour trois saisons. Selon cet accord d’une valeur de 13 millions de dinars, soit 4,5 millions par saison, la télévision nationale pourra diffuser en direct quatre matchs de chaque journée du championnat. Cet accord concerne les saisons 2016-2017, 2017-2018 et 2018-2019 et fait de la télévision nationale le diffuseur exclusif en Tunisie des rencontres de Ligue I et l’unique télévision habilitée à filmer tous les matchs de la journée.
| Pays    | Canal de télévision     | Langues | Matchs                 |
| ------- | ----------------------- | ------- | ---------------------- |
| Tunisie | Télévision tunisienne 1 | Arabe   | 2/5 matchs par journée |
| Tunisie | Télévision tunisienne 2 | Arabe   | 2/5 matchs par journée |
| Qatar   | Al-Kass Sports Channel  | Arabe   | 2 matchs par journée   |

## Villes et stades
| Stade olympique de Radès                            | Stade olympique d'El Menzah                         | Stade olympique de Sousse          | Stade Taïeb-Mehiri                    |
| --------------------------------------------------- | --------------------------------------------------- | ---------------------------------- | ------------------------------------- |
| Capacité : 65 000                                   | Capacité : 45 000                                   | Capacité : 40 000                  | Capacité : 22 000                     |
| Club : Club africain et Espérance sportive de Tunis | Club : Club africain et Espérance sportive de Tunis | Club : Étoile sportive du Sahel    | Club : Club sportif sfaxien           |
|                                                     |                                                     |                                    |                                       |
| Stade Mustapha-Ben-Jannet                           | Stade olympique de Gabès                            | Stade du 15-Octobre                | Stade du 7-Mars                       |
| Capacité : 25 000                                   | Capacité : 10 000                                   | Capacité : 20 000                  | Capacité : 10 000                     |
| Club : Union sportive monastirienne                 | Club : Avenir sportif de Gabès                      | Club : Club athlétique bizertin    | Club : Union sportive de Ben Guerdane |
|                                                     |                                                     |                                    |                                       |
| Stade Boujemaa-Kmiti                                | Stade municipal de Soliman                          | Stade municipal de Métlaoui        | Stade Hédi-Enneifer                   |
| Capacité : 10 000                                   | Capacité : 3 000                                    | Capacité : 4 000                   | Capacité : 11 000                     |
| Club : Olympique de Béja                            | Club : Avenir sportif de Soliman                    | Club : Étoile sportive de Métlaoui | Club : Stade tunisien                 |
|                                                     |                                                     |                                    |                                       |
| Stade Chedly-Zouiten                                | Stade olympique de Gafsa                            | Stade Néjib-Khattab                | Stade Abdessalem Kazouz               |
| Capacité : 18 000                                   | Capacité : 7 000                                    | Capacité : 5 000                   | Capacité : 10 000                     |
| Club : Jeunesse sportive d'El Omrane                | Club : El Gawafel sportives de Gafsa                | Club : Union sportive de Tataouine | Club : Espérance sportive de Zarzis   |
|                                                     |                                                     |                                    |                                       |

## Palmarès

### Championnat de Tunisie (USFSA)
- 1907 : Racing Club
- 1907-1908 : Pas de compétition
- 1908-1909 : Racing Club
- 1909-1910 : Racing Club
- 1910-1911 : Racing Club
- 1911-1912 : Sporting de Ferryville
- 1912-1913 : Sporting de Ferryville
- 1913-1914 : Racing Club
- 1914-1915 : Pas de compétition
- 1915-1916 : Pas de compétition
- 1916-1917 : Pas de compétition
- 1917-1918 : Pas de compétition
- 1918-1919 : Pas de compétition
- 1919-1920 : Racing Club
- 1920-1921 : Racing Club

### Championnat de Tunisie (LTFA)
- 1921-1922 : Racing Club
- 1922-1923 : Stade gaulois
- 1923-1924 : Stade gaulois
- 1924-1925 : Racing Club
- 1925-1926 : Sporting Club
- 1926-1927 : Stade gaulois
- 1927-1928 : Sporting Club
- 1928-1929 : Avant-garde de Tunis
- 1929-1930 : Union sportive tunisienne
- 1930-1931 : Union sportive tunisienne
- 1931-1932 : Italia de Tunis
- 1932-1933 : Union sportive tunisienne
- 1933-1934 : Sfax railway sport
- 1934-1935 : Italia de Tunis
- 1935-1936 : Italia de Tunis
- 1936-1937 : Italia de Tunis
- 1937-1938 : Savoia de La Goulette
- 1938-1939 : Club sportif gabésien
- 1939-1940 : Pas de compétition
- 1940-1941 : Pas de compétition
- 1941-1942 : Espérance de Tunis
- 1942-1943 : Pas de compétition
- 1943-1944 : Pas de compétition
- 1944-1945 (critérium de guerre) : Club athlétique bizertin
- 1945-1946 (critérium de guerre) : Club athlétique bizertin
- 1946-1947 : Club africain
- 1947-1948 : Club africain
- 1948-1949 : Club athlétique bizertin
- 1949-1950 : Étoile du Sahel
- 1950-1951 : Club sportif de Hammam Lif
- 1951-1952 : Championnat non terminé
- 1952-1953 (critérium) : Sfax railway sport
- 1953-1954 : Club sportif de Hammam Lif
- 1954-1955 : Club sportif de Hammam Lif

### Championnat de Tunisie (FTF)
| N°  | Saison    | Vainqueur                      | N°  | Saison    | Vainqueur                | N°  | Saison    | Vainqueur            |
| --- | --------- | ------------------------------ | --- | --------- | ------------------------ | --- | --------- | -------------------- |
| 1re | 1955-1956 | Club sportif de Hammam Lif     | 25e | 1979-1980 | Club africain            | 49e | 2003-2004 | Espérance de Tunis   |
| 2e  | 1956-1957 | Stade tunisien                 | 26e | 1980-1981 | Club sportif sfaxien     | 50e | 2004-2005 | Club sportif sfaxien |
| 3e  | 1957-1958 | Étoile du Sahel                | 27e | 1981-1982 | Espérance de Tunis       | 51e | 2005-2006 | Espérance de Tunis   |
| 4e  | 1958-1959 | Espérance de Tunis             | 28e | 1982-1983 | Club sportif sfaxien     | 52e | 2006-2007 | Étoile du Sahel      |
| 5e  | 1959-1960 | Espérance de Tunis             | 29e | 1983-1984 | Club athlétique bizertin | 53e | 2007-2008 | Club africain        |
| 6e  | 1960-1961 | Stade tunisien                 | 30e | 1984-1985 | Espérance de Tunis       | 54e | 2008-2009 | Espérance de Tunis   |
| 7e  | 1961-1962 | Stade tunisien                 | 31e | 1985-1986 | Étoile du Sahel          | 55e | 2009-2010 | Espérance de Tunis   |
| 8e  | 1962-1963 | Étoile du Sahel                | 32e | 1986-1987 | Étoile du Sahel          | 56e | 2010-2011 | Espérance de Tunis   |
| 9e  | 1963-1964 | Club africain                  | 33e | 1987-1988 | Espérance de Tunis       | 57e | 2011-2012 | Espérance de Tunis   |
| 10e | 1964-1965 | Stade tunisien                 | 34e | 1988-1989 | Espérance de Tunis       | 58e | 2012-2013 | Club sportif sfaxien |
| 11e | 1965-1966 | Étoile du Sahel                | 35e | 1989-1990 | Club africain            | 59e | 2013-2014 | Espérance de Tunis   |
| 12e | 1966-1967 | Club africain                  | 36e | 1990-1991 | Espérance de Tunis       | 60e | 2014-2015 | Club africain        |
| 13e | 1967-1968 | Sfax railway sport             | 37e | 1991-1992 | Club africain            | 61e | 2015-2016 | Étoile du Sahel      |
| 14e | 1968-1969 | Club sportif sfaxien           | 38e | 1992-1993 | Espérance de Tunis       | 62e | 2016-2017 | Espérance de Tunis   |
| 15e | 1969-1970 | Espérance de Tunis             | 39e | 1993-1994 | Espérance de Tunis       | 63e | 2017-2018 | Espérance de Tunis   |
| 16e | 1970-1971 | Club sportif sfaxien           | 40e | 1994-1995 | Club sportif sfaxien     | 64e | 2018-2019 | Espérance de Tunis   |
| 17e | 1971-1972 | Étoile du Sahel                | 41e | 1995-1996 | Club africain            | 65e | 2019-2020 | Espérance de Tunis   |
| 18e | 1972-1973 | Club africain                  | 42e | 1996-1997 | Étoile du Sahel          | 66e | 2020-2021 | Espérance de Tunis   |
| 19e | 1973-1974 | Club africain                  | 43e | 1997-1998 | Espérance de Tunis       | 67e | 2021-2022 | Espérance de Tunis   |
| 20e | 1974-1975 | Espérance de Tunis             | 44e | 1998-1999 | Espérance de Tunis       | 68e | 2022-2023 | Étoile du Sahel      |
| 21e | 1975-1976 | Espérance de Tunis             | 45e | 1999-2000 | Espérance de Tunis       | 69e | 2023-2024 | Espérance de Tunis   |
| 22e | 1976-1977 | Jeunesse sportive kairouanaise | 46e | 2000-2001 | Espérance de Tunis       | 70e | 2024-2025 | Espérance de Tunis   |
| 23e | 1977-1978 | Club sportif sfaxien           | 47e | 2001-2002 | Espérance de Tunis       |     |           |                      |
| 24e | 1978-1979 | Club africain                  | 48e | 2002-2003 | Espérance de Tunis       |     |           |                      |

## Statistiques et records

### Palmarès par équipe
Le tableau suivant liste les clubs vainqueurs du championnat de Tunisie avant et après l'indépendance et, pour chaque club, le nombre de titre(s) remporté(s) et les années correspondantes par ordre chronologique. Les équipes notées en italique ont disparu.
| Club                           | Ville       | Titres | Années |
| ------------------------------ | ----------- | ------ | --- |
| Espérance sportive de Tunis    | Tunis       | 34     | 1942, 1959, 1960, 1970, 1975, 1976, 1982, 1985, 1988, 1989, 1991, 1993, 1994, 1998, 1999, 2000, 2001, 2002, 2003, 2004, 2006, 2009, 2010, 2011, 2012, 2014, 2017, 2018, 2019, 2020, 2021, 2022, 2024, 2025 |
| Club africain                  | Tunis       | 13     | 1947, 1948, 1964, 1967, 1973, 1974, 1979, 1980, 1990, 1992, 1996, 2008, 2015 |
| Étoile sportive du Sahel       | Sousse      | 11     | 1950, 1958, 1963, 1966, 1972, 1986, 1987, 1997, 2007, 2016, 2023 |
| Racing Club                    | Tunis       | 9      | 1907, 1909, 1910, 1911, 1914, 1920, 1921, 1922, 1925 |
| Club sportif sfaxien           | Sfax        | 8      | 1969, 1971, 1978, 1981, 1983, 1995, 2005, 2013 |
| Club athlétique bizertin       | Bizerte     | 4      | 1945, 1946, 1949, 1984 |
| Stade tunisien                 | Le Bardo    | 4      | 1957, 1961, 1962, 1965 |
| Club sportif de Hammam Lif     | Hammam Lif  | 4      | 1951, 1954, 1955, 1956 |
| Italia de Tunis                | Tunis       | 4      | 1932, 1935, 1936, 1937 |
| Sfax railway sport             | Sfax        | 3      | 1934, 1953, 1968 |
| Union sportive tunisienne      | Tunis       | 3      | 1930, 1931, 1933 |
| Stade gaulois                  | Tunis       | 3      | 1923, 1924, 1927 |
| Sporting Club                  | Tunis       | 2      | 1926, 1928 |
| Sporting de Ferryville         | Ferryville  | 2      | 1912, 1913 |
| Jeunesse sportive kairouanaise | Kairouan    | 1      | 1977 |
| Club sportif gabésien          | Gabès       | 1      | 1939 |
| Savoia de La Goulette          | La Goulette | 1      | 1938 |
| Avant-garde de Tunis           | Tunis       | 1      | 1929 |

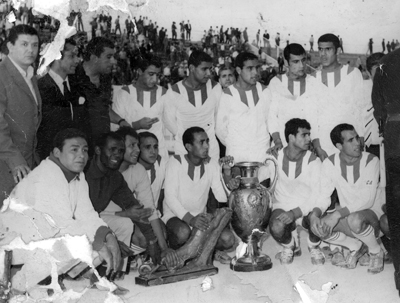
Club africain, champion de la saison 1966-1967.
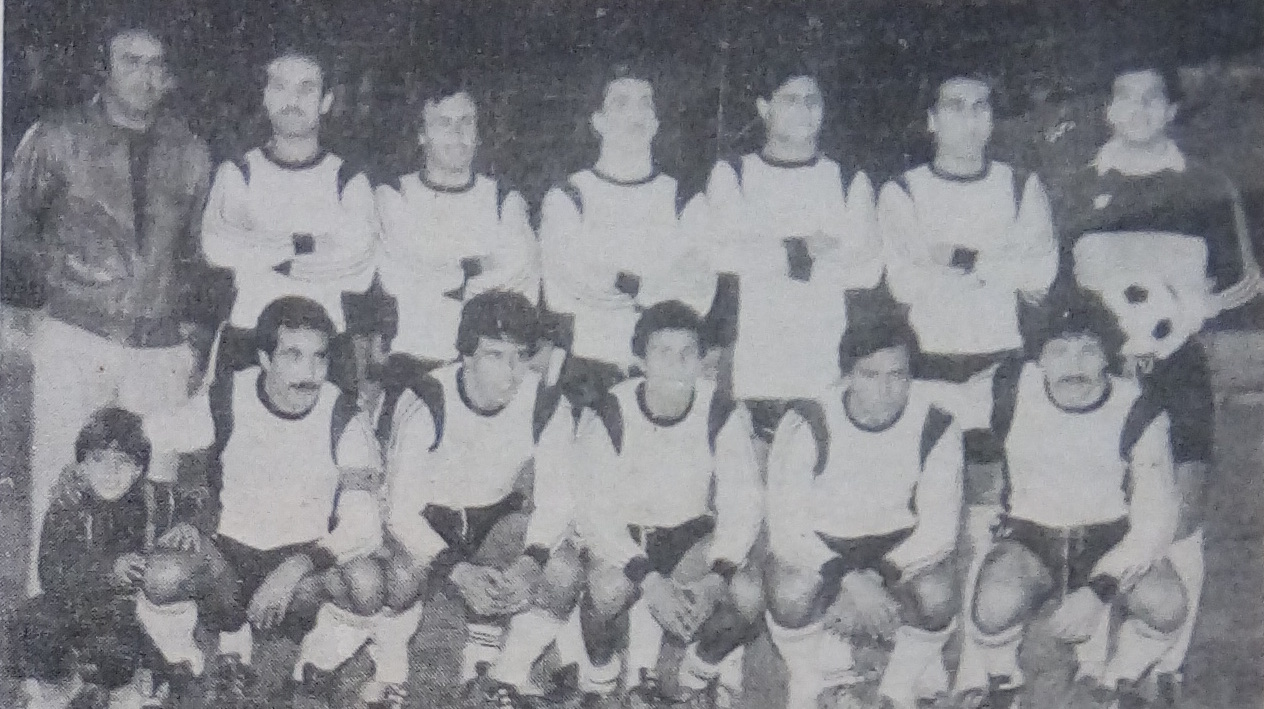
Club sportif sfaxien, champion de la saison 1980-1981.
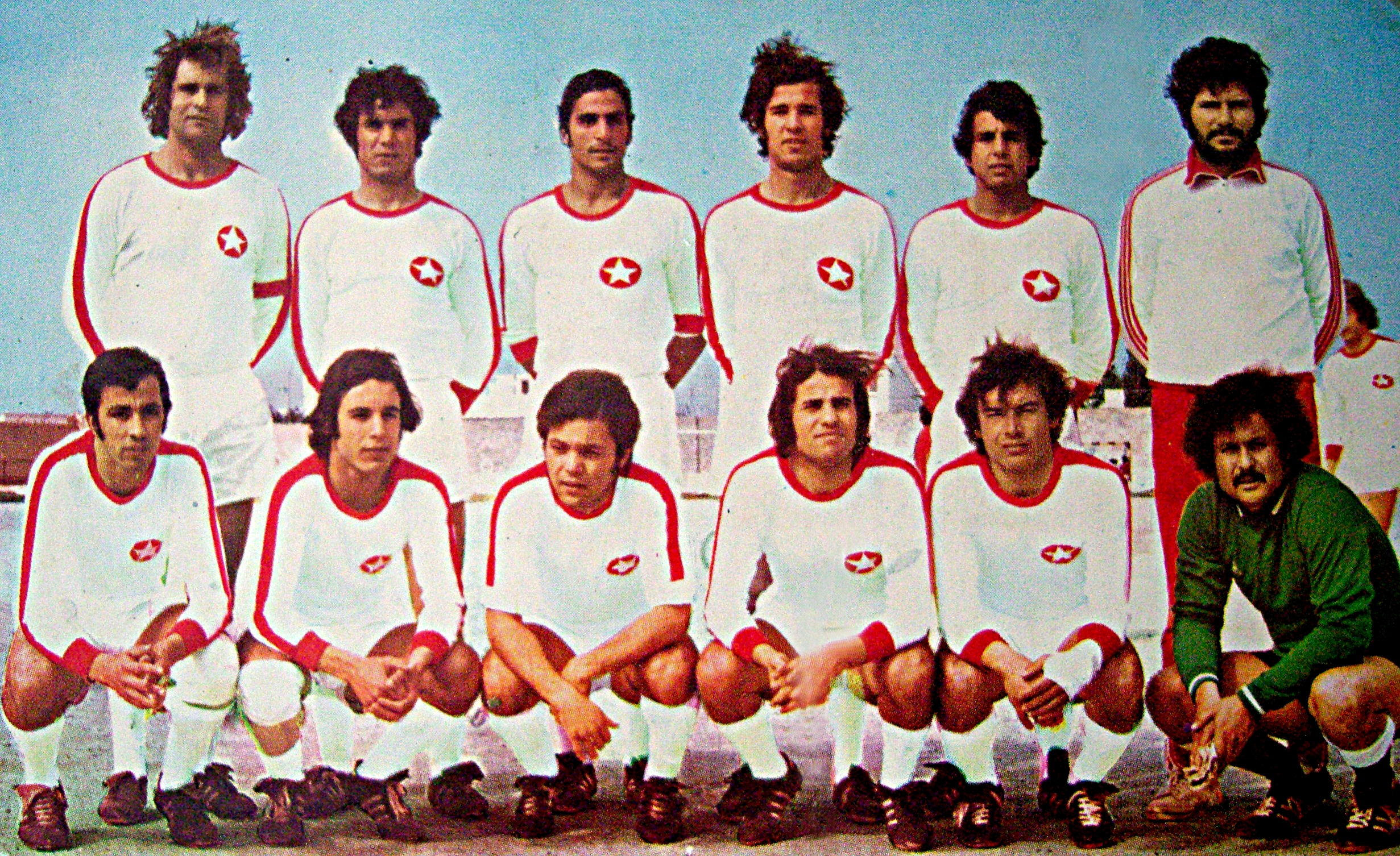
Étoile sportive du Sahel, champion de la saison 1971-1972.
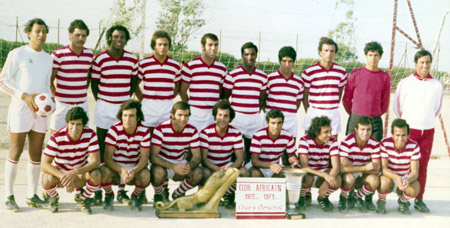
Club africain, champion de la saison 1972-1973.
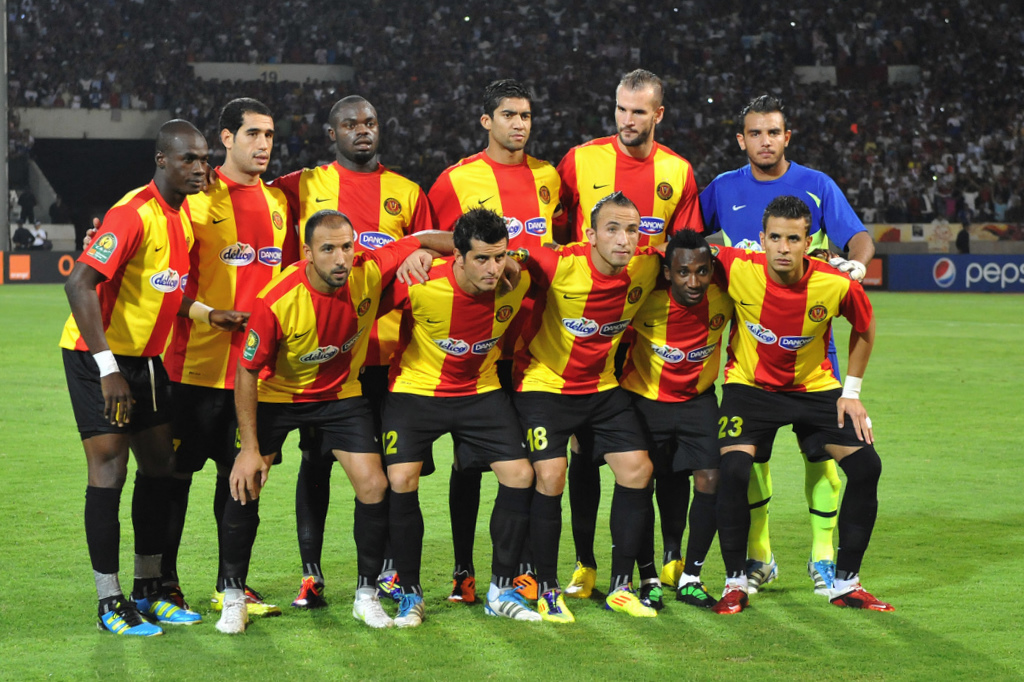
Espérance de Tunis, champion de la saison 2010-2011.

### Palmarès des joueurs

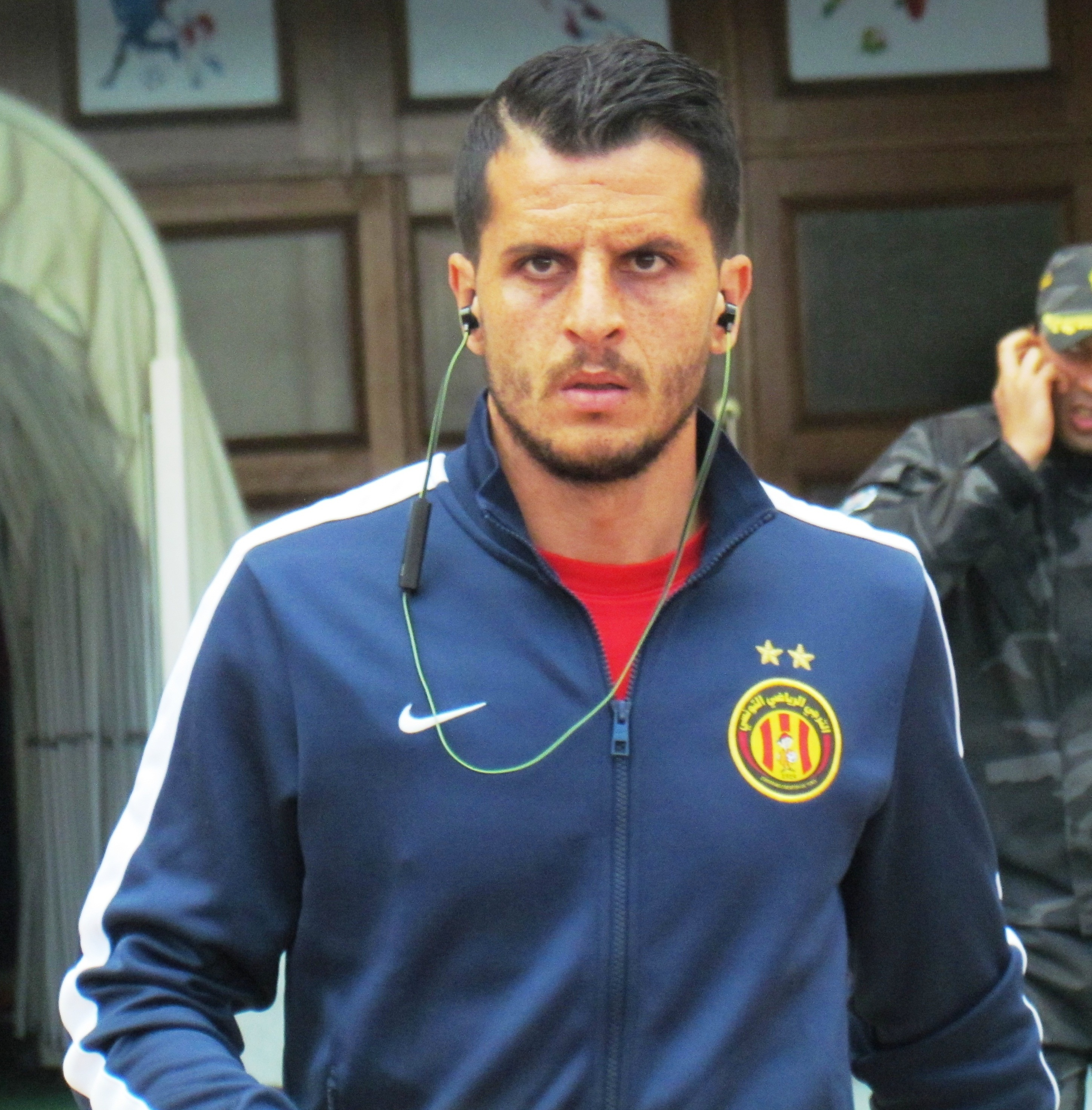
Khalil Chemmam à remporter le championnat à douze reprises.

| Joueur                   | Titres | Club     | Années                                                                 |
| ------------------------ | ------ | -------- | ---------------------------------------------------------------------- |
| Khalil Chemmam           | 12     | EST      | 2006, 2009, 2010, 2011, 2012, 2014, 2017, 2018, 2019, 2020, 2021, 2022 |
| Moez Ben Cherifia        | 11     | EST      | 2010, 2011, 2012, 2014, 2017, 2018, 2019, 2020, 2021, 2022, 2024       |
| Chokri El Ouaer          | 9      | EST      | 1989, 1991, 1993, 1994, 1998, 1999, 2000, 2001, 2002                   |
| Tarek Thabet             | 9      | EST      | 1993, 1994, 1998, 1999, 2000, 2001, 2002, 2003, 2004                   |
| Sameh Derbali            | 9      | EST      | 2009, 2011, 2012, 2014, 2018, 2019, 2020, 2021, 2022                   |
| Taha Yassine Khenissi    | 9      | CSS, EST | 2010, 2013, 2011, 2012, 2017, 2018, 2019, 2020, 2021                   |
| Nabil Maâloul            | 8      | EST, CA  | 1982, 1985, 1988, 1989, 1991, 1993, 1994, 1996                         |
| Khaled Badra             | 8      | EST      | 1998, 1999, 2000, 2002, 2003, 2004, 2006, 2009                         |
| Khaled Ben Yahia         | 7      | EST      | 1982, 1985, 1988, 1989, 1991, 1993, 1994                               |
| Ghailene Chaalali        | 6      | EST      | 2017, 2018, 2019, 2021, 2022, 2024                                     |
| Mouine Chaabani          | 6      | EST      | 2000, 2001, 2002, 2003, 2004, 2006                                     |
| Ali Zitouni              | 6      | EST      | 1999, 2000, 2001, 2002, 2003, 2004                                     |
| Sirajeddine Chihi        | 6      | EST      | 1993, 1994, 1998, 1999, 2000, 2001                                     |
| Taoufik Hicheri          | 6      | EST      | 1985, 1988, 1989, 1991, 1998, 1999                                     |
| Radhi Jaïdi              | 6      | EST      | 1998, 1999, 2000, 2001, 2002, 2003                                     |
| Tarak Dhiab              | 6      | EST      | 1975, 1976, 1982, 1985, 1988, 1989                                     |
| Fousseny Coulibaly       | 6      | EST      | 2017, 2018, 2019, 2020, 2021, 2022                                     |
| Chamseddine Dhaouadi     | 5      | EST      | 2014, 2017, 2018, 2019, 2020                                           |
| Walid Azaiez             | 5      | EST      | 1999, 2000, 2001, 2002, 2003                                           |
| Zied Bhairi              | 5      | EST      | 2001, 2002, 2003, 2004, 2006                                           |
| Sadok Sassi              | 5      | CA       | 1964, 1967, 1973, 1974, 1979                                           |
| Mejdi Traoui             | 5      | ESS, EST | 2007, 2010, 2011, 2012, 2014                                           |
| Wassim Naouara           | 5      | EST      | 2009, 2010, 2011, 2012, 2014                                           |
| Mohamed Ben Mansour      | 5      | EST      | 2009, 2010, 2011, 2012, 2014                                           |
| Houcine Rabii            | 5      | EST      | 2017, 2018, 2019, 2020, 2021                                           |
| Mohamed Ali Ben Romdhane | 5      | EST      | 2018, 2019, 2020, 2021, 2022                                           |
| Anice Badri              | 5      | EST      | 2017, 2018, 2019, 2021, 2022                                           |

### Palmarès des entraîneurs

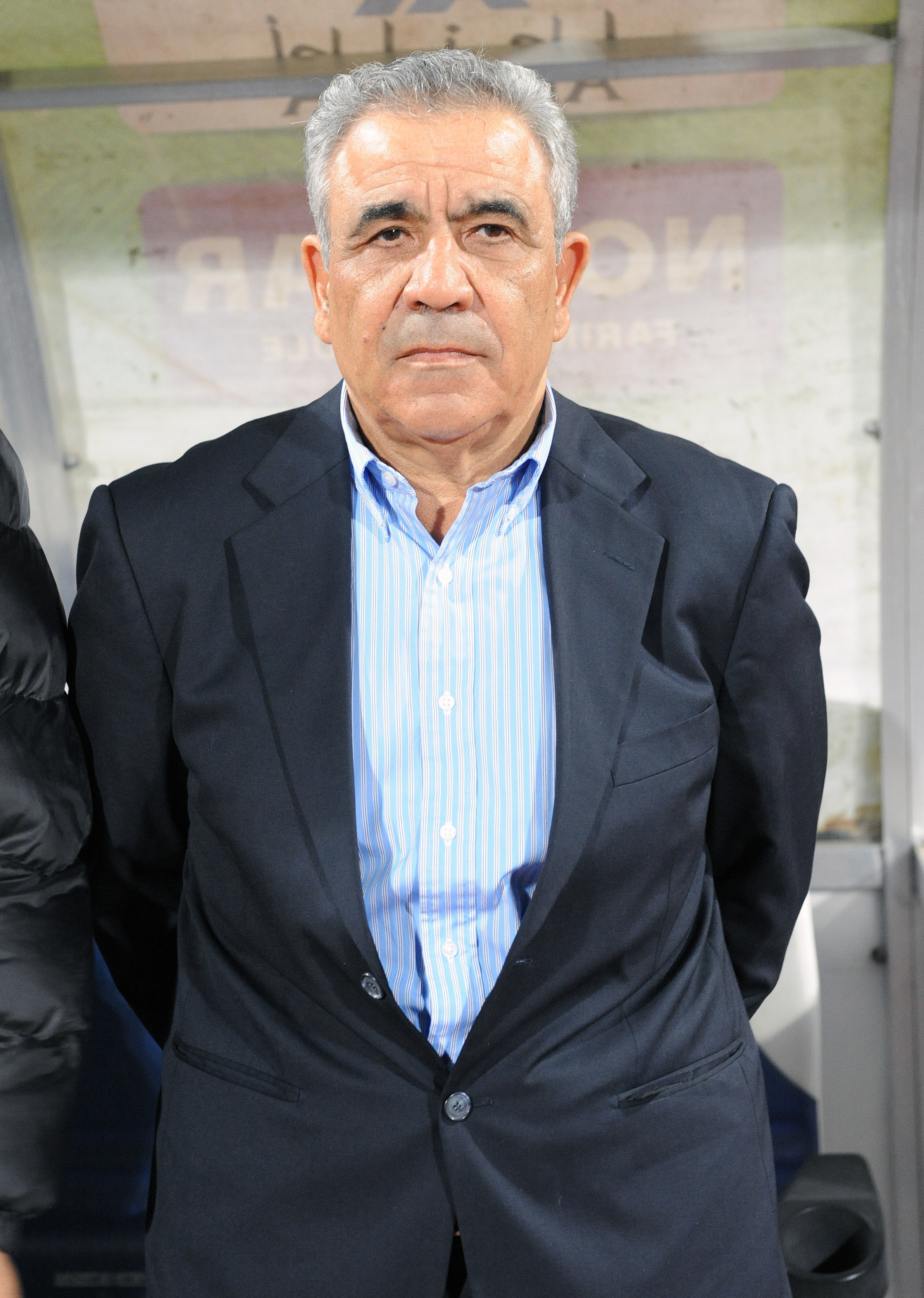
Faouzi Benzarti à remporter le championnat à dix reprises.

Faouzi Benzarti remporte le championnat à dix reprises avec l'Espérance sportive de Tunis, l'Étoile sportive du Sahel et le Club africain,.
| Entraîneur       | Titres | Club          | Années                                                     |
| ---------------- | ------ | ------------- | ---------------------------------------------------------- |
| Faouzi Benzarti  | 10     | ESS, EST, CA  | 1987, 1990, 1994, 2003, 2007, 2009, 2010, 2016, 2017, 2023 |
| Youssef Zouaoui  | 5      | CAB, EST      | 1984, 1998, 1999, 2000, 2001                               |
| Habib Draoua     | 5      | CSHL, EST, ST | 1954, 1955, 1957, 1960, 1961                               |
| Mouine Chaabani  | 3      | EST           | 2019, 2020, 2021                                           |
| Hmid Dhib        | 3      | EST, ESS      | 1975, 1982, 1986                                           |
| Nabil Maâloul    | 3      | EST           | 2011, 2012, 2022                                           |
| Michel Decastel  | 2      | EST, CSS      | 2002, 2005                                                 |
| Khaled Ben Yahia | 2      | EST           | 2006, 2018                                                 |
| Ruud Krol        | 2      | CSS, EST      | 2013, 2014                                                 |

### Comparaison des performances depuis 2010
| Clubs                                                                                   | 2010 | 2011 | 2012 | 2013 | 2014 | 2015 | 2016 | 2017 | 2018 | 2019 | 2020 | 2021 | 2022 | 2023 | 2024 | 2025 |
| --------------------------------------------------------------------------------------- | ---- | ---- | ---- | ---- | ---- | ---- | ---- | ---- | ---- | ---- | ---- | ---- | ---- | ---- | ---- | ---- |
| EST                                                                                     | 1    | 1    | 1    | 2    | 1    | 3    | 2    | 1    | 1    | 1    | 1    | 1    | 1    | 2    | 1    | 1    |
| ESS                                                                                     | 3    | 2    | 4    | 3    | 3    | 2    | 1    | 2    | 3    | 2    | 4    | 2    | 5    | 1    | 5    | 3    |
| CSS                                                                                     | 6    | 3    | 3    | 1    | 2    | 4    | 3    | 4    | 4    | 3    | 2    | 5    | 3    | 6    | 3    | 7    |
| CA                                                                                      | 2    | 4    | 6    | 4    | 4    | 1    | 6    | 3    | 2    | 5    | 5    | 7    | 4    | 3    | 6    | 4    |
| USMO                                                                                    | –    | –    | 7    | 5    | 10   | 14   | –    | –    | 6    | 7    | 3    | 10   | 2    | 4    | 2    | 2    |
| Champion de la saison Ligue des champions Coupe de la confédération Relégué en Ligue II |      |      |      |      |      |      |      |      |      |      |      |      |      |      |      |      |

### Classement du championnat de Tunisie de football toutes saisons confondues
Le classement du championnat de Tunisie de football toutes saisons confondues est un classement qui a pour but de déterminer quelle équipe, dans l'histoire du championnat de Tunisie de football, a eu le plus de succès, non au nombre de titres mais au nombre de points.
Ce classement cumule tous les points et buts de chaque équipe qui a joué dans le championnat de Tunisie depuis l’indépendance en 1956 jusqu'à l'issue de la saison 2019-2020,,,,,,,,,,,.
| Position | Club                               | Saisons | Joués | Victoires | Nuls | Défaites | Points |
| -------- | ---------------------------------- | ------- | ----- | --------- | ---- | -------- | ------ |
| 1        | Espérance sportive de Tunis        | 64      | 1630  | 926       | 449  | 255      | 3227   |
| 2        | Étoile sportive du Sahel           | 63      | 1590  | 831       | 454  | 305      | 2947   |
| 3        | Club africain                      | 65      | 1636  | 805       | 515  | 316      | 2924   |
| 4        | Club sportif sfaxien               | 65      | 1636  | 681       | 524  | 431      | 2567   |
| 5        | Stade tunisien                     | 64      | 1606  | 601       | 493  | 512      | 2293   |
| 6        | Club athlétique bizertin           | 63      | 1586  | 590       | 512  | 538      | 2109   |
| 7        | Club sportif de Hammam Lif         | 57      | 1462  | 437       | 445  | 590      | 1756   |
| 8        | Avenir sportif de La Marsa         | 53      | 1362  | 434       | 431  | 497      | 1733   |
| 9        | Union sportive monastirienne       | 45      | 1130  | 294       | 402  | 434      | 1284   |
| 10       | Jeunesse sportive kairouanaise     | 34      | 1014  | 310       | 310  | 394      | 1249   |
| 11       | Sfax railway sport                 | 34      | 854   | 257       | 287  | 310      | 1058   |
| 12       | Club olympique des transports      | 28      | 708   | 205       | 226  | 277      | 841    |
| 13       | Olympique de Béja                  | 29      | 690   | 190       | 216  | 284      | 792    |
| 14       | Espérance sportive de Zarzis       | 22      | 560   | 136       | 180  | 244      | 588    |
| 15       | Stade gabésien                     | 15      | 384   | 90        | 111  | 183      | 378    |
| 16       | El Gawafel sportives de Gafsa      | 12      | 316   | 82        | 104  | 130      | 350    |
| 17       | Océano Club de Kerkennah           | 13      | 338   | 73        | 113  | 152      | 332    |
| 18       | Olympique du Kef                   | 13      | 327   | 72        | 91   | 164      | 307    |
| 19       | Stade soussien                     | 12      | 282   | 74        | 80   | 128      | 302    |
| 20       | Union sportive tunisienne          | 10      | 236   | 75        | 69   | 92       | 294    |
| 21       | El Makarem de Mahdia               | 9       | 222   | 48        | 75   | 99       | 219    |
| 22       | Club sportif des cheminots         | 9       | 228   | 47        | 71   | 110      | 212    |
| 23       | Avenir sportif de Gabès            | 9       | 218   | 45        | 60   | 113      | 195    |
| 24       | Avenir sportif de Kasserine        | 7       | 186   | 46        | 49   | 91       | 187    |
| 25       | Étoile sportive de Métlaoui        | 5       | 130   | 45        | 34   | 53       | 169    |
| 26       | Union sportive de Ben Guerdane     | 5       | 130   | 39        | 39   | 54       | 156    |
| 27       | Union sportive maghrébine          | 7       | 172   | 37        | 44   | 91       | 155    |
| 28       | Stade sportif sfaxien              | 7       | 182   | 33        | 48   | 101      | 147    |
| 29       | Espoir sportif de Hammam Sousse    | 5       | 148   | 31        | 51   | 66       | 144    |
| 30       | Stade africain de Menzel Bourguiba | 5       | 124   | 35        | 22   | 67       | 127    |
| 31       | Jeunesse sportive métouienne       | 4       | 100   | 26        | 36   | 38       | 114    |
| 32       | Stade populaire                    | 4       | 98    | 26        | 29   | 43       | 107    |
| 33       | Étoile sportive de Béni Khalled    | 5       | 132   | 21        | 34   | 77       | 97     |
| 34       | Club olympique de Médenine         | 4       | 76    | 20        | 26   | 60       | 84     |
| 35       | Union sportive de Tataouine        | 4       | 80    | 17        | 32   | 31       | 83     |
| 36       | Étoile olympique La Goulette Kram  | 3       | 78    | 17        | 28   | 33       | 79     |
| 37       | El Ahly Mateur                     | 4       | 88    | 19        | 15   | 54       | 72     |
| 38       | Jendouba Sports                    | 3       | 78    | 14        | 30   | 34       | 72     |
| 39       | Patrie Football Club bizertin      | 3       | 72    | 14        | 14   | 44       | 56     |
| 40       | Association sportive de Djerba     | 3       | 74    | 14        | 12   | 48       | 54     |
| 41       | Étoile olympique de Sidi Bouzid    | 2       | 58    | 14        | 6    | 38       | 48     |
| 42       | Avenir sportif d'Oued Ellil        | 2       | 52    | 12        | 11   | 29       | 47     |
| 43       | Association Mégrine Sport          | 2       | 52    | 9         | 16   | 27       | 43     |
| 44       | Grombalia Sports                   | 2       | 56    | 8         | 14   | 34       | 38     |
| 45       | Croissant sportif chebbien         | 2       | 26    | 7         | 9    | 10       | 30     |
| 46       | La Palme sportive de Tozeur        | 1       | 30    | 6         | 11   | 13       | 29     |
| 47       | Avenir sportif de Soliman          | 2       | 26    | 8         | 4    | 14       | 28     |
| 48       | Patriote de Sousse                 | 2       | 48    | 4         | 11   | 33       | 23     |
| 49       | Club sportif de Menzel Bouzelfa    | 1       | 26    | 3         | 13   | 10       | 22     |
| 50       | STIA Sousse                        | 1       | 26    | 5         | 7    | 14       | 22     |
| 51       | Association sportive de l'Ariana   | 1       | 26    | 5         | 6    | 15       | 21     |
| 52       | Club sportif de Korba              | 1       | 26    | 3         | 6    | 17       | 15     |
| 53       | Football Club de Jérissa           | 1       | 24    | 3         | 5    | 16       | 14     |
| 54       | Avenir sportif de Rejiche          | 1       | 0     | 0         | 0    | 0        | 0      |

|  | Championnat de Tunisie de football                       |
|  | Championnat de Tunisie de football de deuxième division  |
|  | Championnat de Tunisie de football de troisième division |
|  | Championnat de Tunisie de football de quatrième division |
|  | Clubs exclues                                            |
|  | Clubs disparus                                           |

### Meilleur buteur
Au lendemain de l'indépendance de la Tunisie, le journal Le Petit Matin prend en charge l'établissement du classement du meilleur buteur du championnat de Tunisie de football. Le journal Al Amal prend la relève en 1961 puis c'est L'Action tunisienne qui officialise le classement et le dote d'un prix à partir de 1967, parallèlement avec l'hebdomadaire Le Sport. Puis, avec le développement des médias et de la couverture des matchs de Ligue 1 Pro, ce classement devient plus connu.
La Fédération tunisienne de football décide de le doter d'un prix qui doit être remis le même jour que le trophée du championnat. Cependant, le comportement anti-sportif du lauréat de 2012, Youssef Msakni, à l'égard de l'arbitre et de l'adversaire lors du dernier match de championnat, amène les responsables à l'ajourner.
- 116 buts : Ezzedine Chakroun (SRS)
- 110 buts : Hédi Bayari (CA)
- 107 buts : Tarak Dhiab (EST)
- 99 buts : Habib Mougou (ESS)
- 98 buts : Mohamed Salah Jedidi (CA)
- 90 buts : Adel Sellimi (CA)
- 89 buts : Abdelkader Ben Hassen (COT/EST/CAB)[24]
- 88 buts : Abdelmajid Tlemçani (EST)
- 85 buts : Abdelhamid Hergal (ST)
- 82 buts : Nabil Bechaouch (OB/ST/CSS)[25]
- 81 buts : Moncef Khouini (CA)
- 81 buts : Sami Touati (CA/ST)[26]
- 80 buts : Mongi Dalhoum (CSS)
- 79 buts : Raouf Ben Aziza (ESS/CSHL)[27]
- 78 buts : Faouzi Rouissi (CA)
- 78 buts : Noureddine Diwa (ST/EST)[28]
- 78 buts : Abdesselem Chemam (ASM)
- 77 buts : Mohamed Ali Akid (CSS)
- 75 buts : Hammadi Agrebi (CSS)
- 75 buts : Mohieddine Habita (COT)
- 74 buts : Saâd Karmous (CSHL/UST)[29]
- 71 buts : Moncef Chérif (ST)
- 71 buts : Moncef Ouada (JSK)
- 70 buts : Jameleddine Limam (ST/CA)[30]

### Plus grand nombre d'apparitions
- 353 matchs : Tarak Dhiab (EST)
- 335 matchs : Sadok Sassi (CA)
- 262 matchs : Ezzedine Chakroun (CSS/SRS)
- 254 matchs : Aymen Mathlouthi (ESS)
- 250 matchs : Khalil Chemmam (EST)
- 235 matchs : Youssef Zouaoui (CAB/CA/EST/ST)
- 194 matchs : Raouf Ben Aziza (ESS/CSHL)
- 190 matchs : Mohamed Ali Akid (CSS)
- 177 matchs : Mongi Dalhoum (CSS)
- 176 matchs : Ayadi Hamrouni (EST)
- 118 matchs : Zoubeir Boughnia (EST)
- 115 matchs : Moncef Ouada (JSK)

## Transferts
| Rang | Joueur                  | Indemnité         | Année | De                     | À             | Ref    |
| ---- | ----------------------- | ----------------- | ----- | ---------------------- | ------------- | ------ |
| 1er  | Abdelmoumene Djabou     | 2,00 million(s) € | 2013  | ES Sétif               | Club africain | [ 32 ] |
| 2e   | Karl Max Barthélemy     | 1,67 million(s) € | 2013  | Difaâ d'El Jadida      | Club africain | [ 33 ] |
| 3e   | Maher Haddad            | 1,50 million(s) € | 2013  | CS Sfax                | Club africain | [ 34 ] |
| 4e   | Fakhreddine Ben Youssef | 1,38 million(s) € | 2016  | FC Metz                | ES Tunis      | [ 35 ] |
| 5e   | Emmanuel Clottey        | 1,16 million(s) € | 2013  | Berekum Chelsea FC     | ES Tunis      | [ 36 ] |
| 6e   | Saber Khalifa           | 1,00 million(s) € | 2017  | Olympique de Marseille | Club africain | [ 37 ] |
| 7e   | Yannick N'Djeng         | 1,00 million(s) € | 2014  | FC Sion                | ES Tunis      | [ 38 ] |
| 8e   | Abderrahmane Meziane    | 900 mille €       | 2020  | Al-Aïn                 | ES Tunis      | [ 39 ] |
| 9e   | Ferjani Sassi           | 775 mille €       | 2017  | FC Metz                | ES Tunis      | [ 40 ] |
| 10e  | Dramane Traoré          | 750 mille €       | 2011  | Kouban Krasnodar       | ES Tunis      | [ 41 ] |

| Rang | Joueur            | Indemnité         | Année | De       | À               | Ref    |
| ---- | ----------------- | ----------------- | ----- | -------- | --------------- | ------ |
| 1er  | Youssef Msakni    | 4,25 million(s) € | 2013  | ES Tunis | Al-Duhail SC    | [ 43 ] |
| 2e   | Baghdad Bounedjah | 3,50 million(s) € | 2016  | ES Sahel | Al-Sadd SC      | [ 44 ] |
| 3e   | Franck Kom        | 3,16 million(s) € | 2020  | ES Tunis | Al-Rayyan SC    | [ 45 ] |
| 4e   | Youcef Belaïli    | 3,00 million(s) € | 2020  | ES Tunis | Al-Ahli SC      | [ 46 ] |
| 5e   | Agyemang Opoku    | 2,60 million(s) € | 2009  | CS Sfax  | Al-Sadd SC      | [ 47 ] |
| 6e   | Junior Ajayi      | 2,50 million(s) € | 2017  | CS Sfax  | Al-Ahly SC      | [ 48 ] |
| 7e   | Ziad Jaziri       | 2,50 million(s) € | 2004  | ES Sahel | Gaziantepspor   | [ 49 ] |
| 8e   | Amine Chermiti    | 2,20 million(s) € | 2009  | ES Sahel | Hertha BSC      | [ 50 ] |
| 9e   | Ferjani Sassi     | 2,00 million(s) € | 2018  | ES Tunis | Al-Nassr        | [ 40 ] |
| 10e  | Ahmed Akaichi     | 2,00 million(s) € | 2016  | ES Sahel | Al-Ittihad Club | [ 51 ] |

## Bilan international des clubs tunisiens

### Résultats en compétitions africaines et intercontinentales (CAF et FIFA)

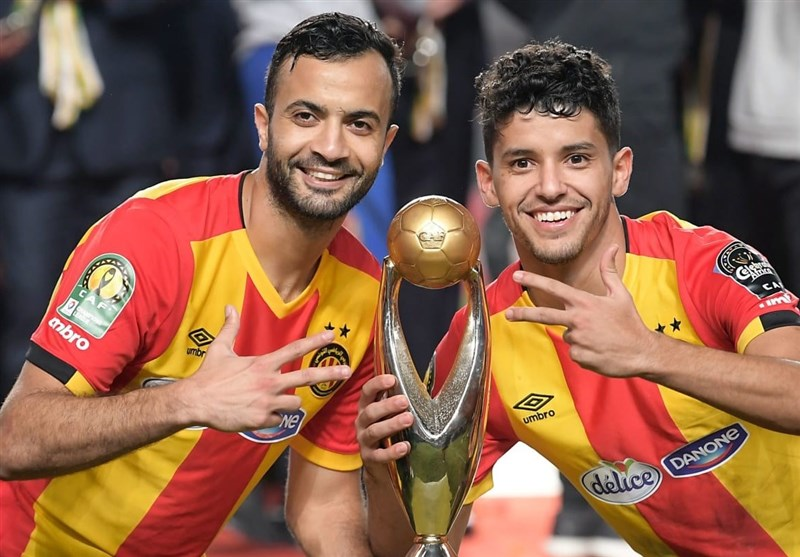
Espérance sportive de Tunis, équipe vainqueur de la Ligue des champions de la CAF 2018.

Les équipes tunisiennes font partie des meilleures équipes africaines avec un total de 24 titres continentaux. Douze équipes tunisiennes au total ont joué dans des compétitions africaines, l'Étoile sportive du Sahel étant celle qui remporte le plus de compétitions africaines avec neuf titres, suivi de l'Espérance sportive de Tunis avec huit titres. Les clubs tunisiens ont également participé à la coupe du monde des clubs de la FIFA à quatre reprises, trois pour l'Espérance sportive de Tunis en 2011, 2018et 2019(grâce à ses titres de la Ligue des champions de la CAF en 2011, 2018 et 2019) et une seule de l'Étoile sportive du Sahel qui s'est ensuite classée quatrième en 2007, soit le meilleur résultat des équipes tunisiennes.
En Ligue des champions de la CAF, les clubs tunisiens occupent une place prépondérante dans la compétition. L'Espérance sportive de Tunis compte le plus de participations à la compétition (25). Elle atteint la finale à huit reprises, avec quatre victoires en 1994, 2011, 2018 et 2019.
Quant à l'Étoile sportive du Sahel, elle a participé treize fois et atteint la finale trois fois (une victoire en 2007) ; le Club africain y a participé dix fois avec une victoire en 1991, le Club sportif sfaxien, avec quatre participations, se contentant de la deuxième place en 2006. En coupe de la confédération, les clubs tunisiens sont les plus sacrés de l'histoire de cette compétition avec cinq titres. Le Club sportif sfaxien est l'équipe la plus sacrée avec trois titres en 2007, 2008 et 2013, suivi de l'Étoile sportive du Sahel avec deux titres sacrés en 2006 et 2015. Pour ce qui est de la Supercoupe de la CAF, treize participants n'ont été couronnées que par trois victoires : deux pour l'Étoile sportive du Sahel en 1998 et 2008 (vice-champion en 2004, 2007 et 2016) et une l'Espérance sportive de Tunis en 1995 (vice-champion en 1999, 2012, 2019 et 2020) ; le Club sportif sfaxien y a participé à trois reprises en 2008, 2009 et 2014, dont une fois contre l'Étoile sportive du Sahel en 2008.
| Club                           | Ligue des champions                  | Coupe de la confédération      | Supercoupe                     | Coupe de la CAF          | Coupe des clubs vainqueurs de coupe | Coupe afro-asiatique | Coupe du monde des clubs |
| ------------------------------ | ------------------------------------ | ------------------------------ | ------------------------------ | ------------------------ | ----------------------------------- | -------------------- | ------------------------ |
| Étoile sportive du Sahel       | Vainqueur 2007                       | Vainqueur (2) 2006, 2015       | Vainqueur (2) 1998, 2008       | Vainqueur (2) 1995, 1999 | Vainqueur (2) 1997, 2003            | —                    | Quatrième place 2007     |
| Espérance sportive de Tunis    | Vainqueur (4) 1994, 2011, 2018, 2019 | Phase de groupes 2015          | Vainqueur 1995                 | Vainqueur 1997           | Vainqueur 1998                      | Vainqueur 1995       | 5e place 2018, 2019      |
| Club sportif sfaxien           | Finaliste 2006                       | Vainqueur (3) 2007, 2008, 2013 | Finaliste (3) 2008, 2009, 2014 | Vainqueur 1998           | —                                   | —                    | —                        |
| Club africain                  | Vainqueur 1991                       | Finaliste 2011                 | —                              | Demi-finaliste 2003      | Finaliste (2) 1990, 1999            | Vainqueur 1992       | —                        |
| Club athlétique bizertin       | —                                    | Demi-finaliste 2013            | —                              | Demi-finaliste 1992      | Vainqueur 1988                      | —                    | —                        |
| Club sportif de Hammam Lif     | —                                    | —                              | —                              | —                        | Demi-finaliste 1986                 | —                    | —                        |
| Olympique de Béja              | —                                    | 1er tour 2011, 2024            | —                              | —                        | Quart de finaliste 1994             | —                    | —                        |
| Avenir sportif de La Marsa     | —                                    | Phase de groupes 2005          | —                              | —                        | Quart de finaliste 1995             | —                    | —                        |
| Stade tunisien                 | —                                    | Tour 32 2004                   | —                              | —                        | Quart de finaliste 1993             | —                    | —                        |
| Jeunesse sportive kairouanaise | —                                    | Tour 32 2005                   | —                              | Quart de finaliste 1994  | —                                   | —                    | —                        |
| Union sportive de Ben Guerdane | —                                    | 1er tour 2018, 2020, 2022      | —                              | —                        | —                                   | —                    | —                        |
| Stade gabésien                 | —                                    | 3e tour 2016                   | —                              | —                        | —                                   | —                    | —                        |
| Espérance sportive de Zarzis   | —                                    | 1er tour 2006                  | —                              | —                        | —                                   | —                    | —                        |
| Union sportive monastirienne   | 2e tour 2023                         | Quart de finaliste 2023        | —                              | —                        | —                                   | —                    | —                        |

### Résultats en compétitions arabes (UAFA)
Les clubs tunisiens sont les deuxièmes clubs arabes les plus titrés avec onze championnats (après les clubs saoudiens qui ont remporté douze championnats). L'Espérance sportive de Tunis est le club tunisien le plus titré des championnats arabes avec quatre championnats, suivi du Club sportif sfaxien et du Stade tunisien avec deux championnats chacun.
Les équipes tunisiennes ont remporté sept fois la coupe arabe des clubs champions dont trois pour l'Espérance sportive de Tunis, qui détient le record du nombre de trophées en 1993, 2009 et 2017, deux pour le Club sportif sfaxien lors des éditions 2000 et 2004, et un pour l'Étoile sportive du Sahel en 2019 et le Club africain en 1997. Les équipes tunisiennes ont pris la deuxième place à cinq reprises, deux fois pour l'Espérance sportive de Tunis en 1986 et 1995, deux fois également pour le Club africain en 1988 et 2002, et une fois pour le Club sportif sfaxien en 2005.
Les clubs tunisiens ont remporté la coupe arabe des vainqueurs de coupe à trois reprises. Le Stade tunisien est le club le plus titré du championnat avec deux titres en 1989 et 2001, suivi du Club africain, qui n'a remporté le championnat qu'une seule fois en 1995. Quant à l'Étoile sportive du Sahel, il s'est contenté de la place de vice-champion de 1995 lors du match qui l'a opposé au Club africain.
| Club                         | Coupe arabe des clubs champions | Coupe arabe des vainqueurs de coupe | Supercoupe arabe     |
| ---------------------------- | ------------------------------- | ----------------------------------- | -------------------- |
| Espérance sportive de Tunis  | Vainqueur (3) 1993, 2009, 2017  | —                                   | Vainqueur 1996       |
| Club sportif sfaxien         | Vainqueur (2) 2000, 2004        | —                                   | Quatrième place 2001 |
| Club africain                | Vainqueur 1997                  | Vainqueur 1995                      | Finaliste 1998       |
| Stade tunisien               | Quatrième place 2002            | Vainqueur (2) 1989, 2001            | —                    |
| Étoile sportive du Sahel     | Vainqueur 2019                  | Finaliste 1995                      | —                    |
| Club athlétique bizertin     | Demi-finaliste 1994             | —                                   | —                    |
| Avenir sportif de La Marsa   | —                               | Demi-finaliste (2) 1992, 1994       | —                    |
| Olympique de Béja            | Phase de groupes 1999           | —                                   | —                    |
| Union sportive monastirienne | Quart de finaliste 2009         | —                                   | —                    |

## Trophées
Les trophées du championnat tunisien à travers l'histoire sont les suivants :

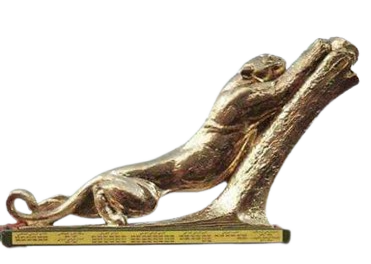
1955–2000[84].
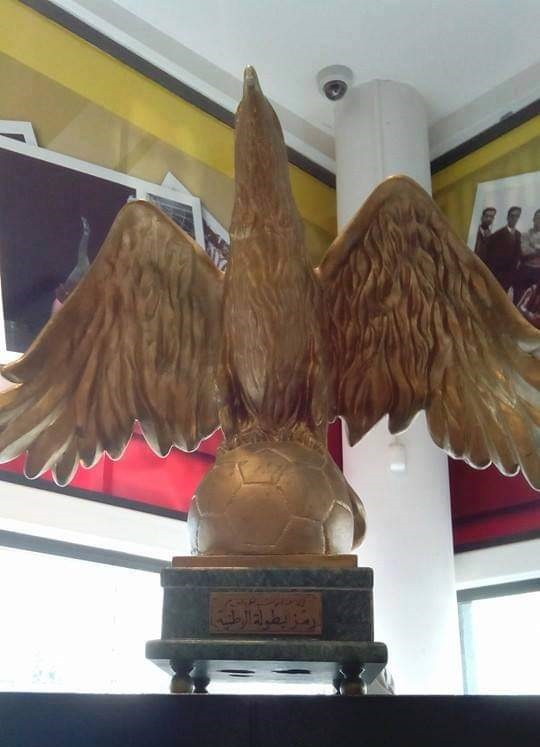
2001–2004.
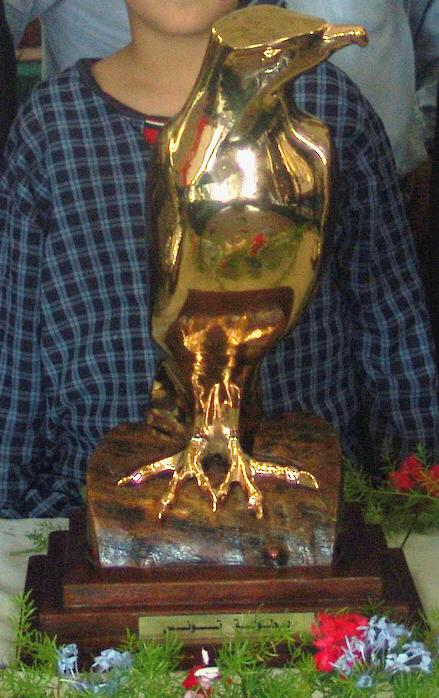
2005–2011.
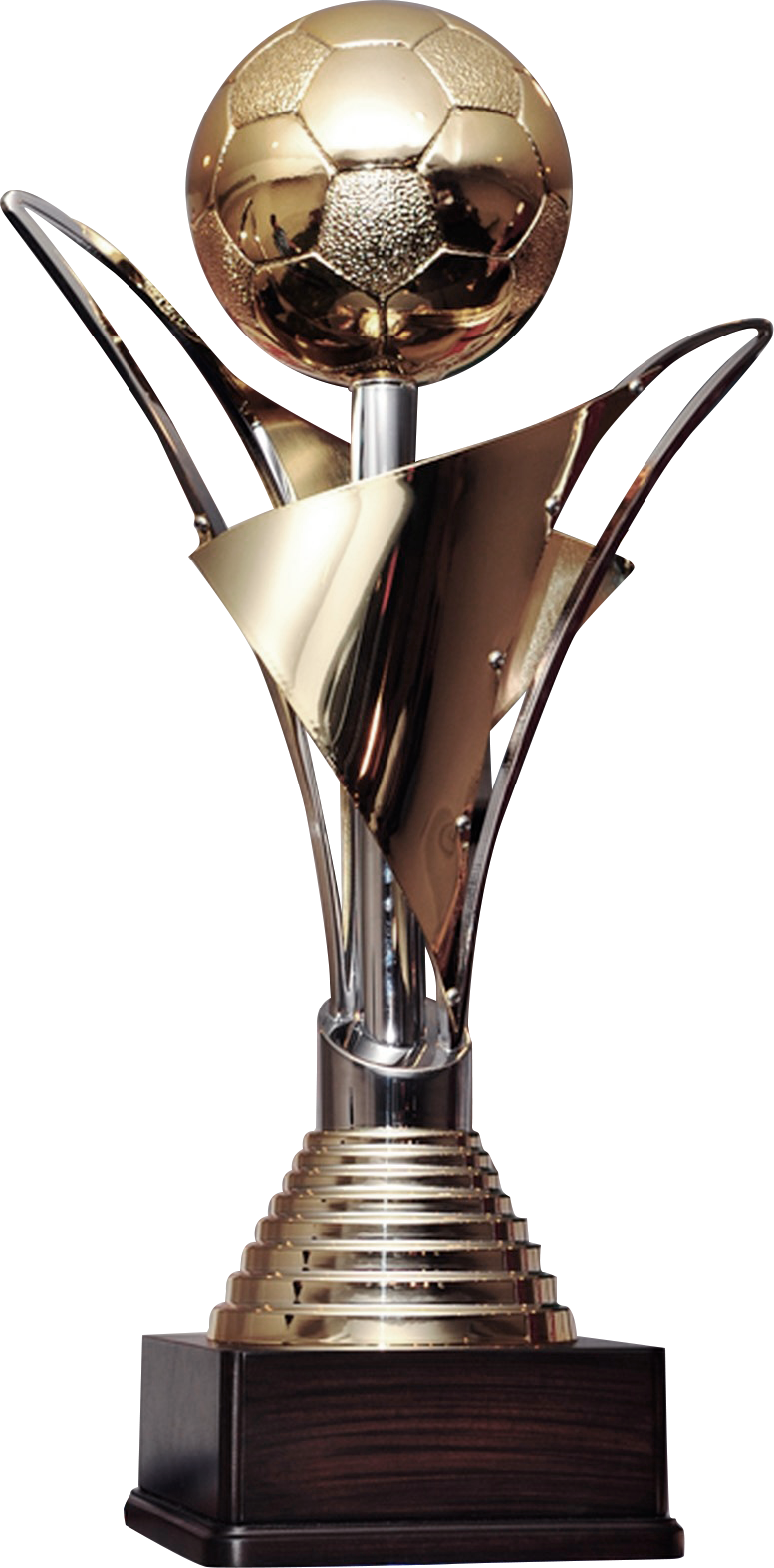
2012–2019[85].
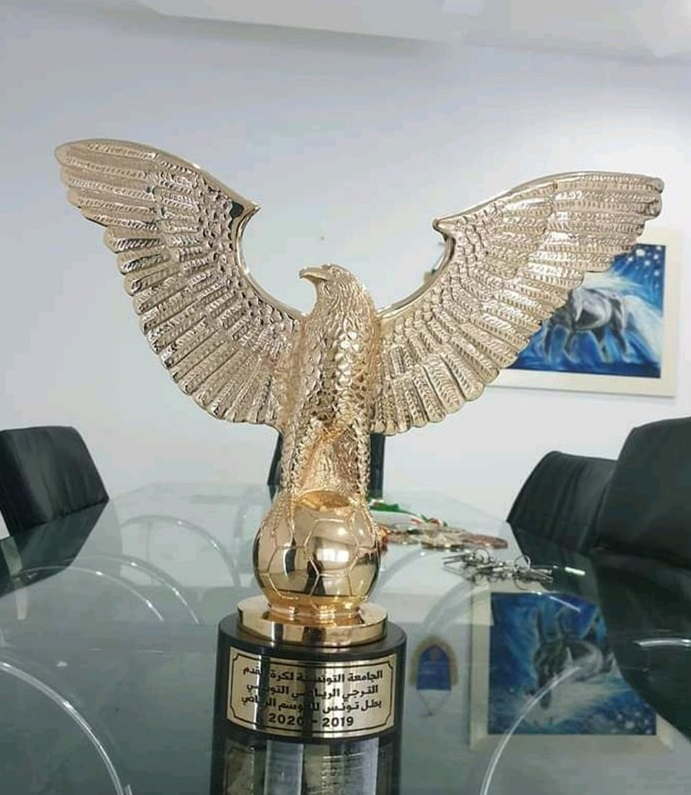
Depuis 2020[86].